# Portsmouth (Iowa)
Portsmouth – miasto w Stanach Zjednoczonych, w stanie Iowa, w hrabstwie Shelby. W 2000 roku miasto liczyło 225 mieszkańców.